# Fair Lawn
Fair Lawn – miasto w Stanach Zjednoczonych, w stanie New Jersey, w hrabstwie Bergen. W 2010 roku liczyło 32 457 mieszkańców.